# Drenje (Raša)
Pour les articles homonymes, voir Drenje.

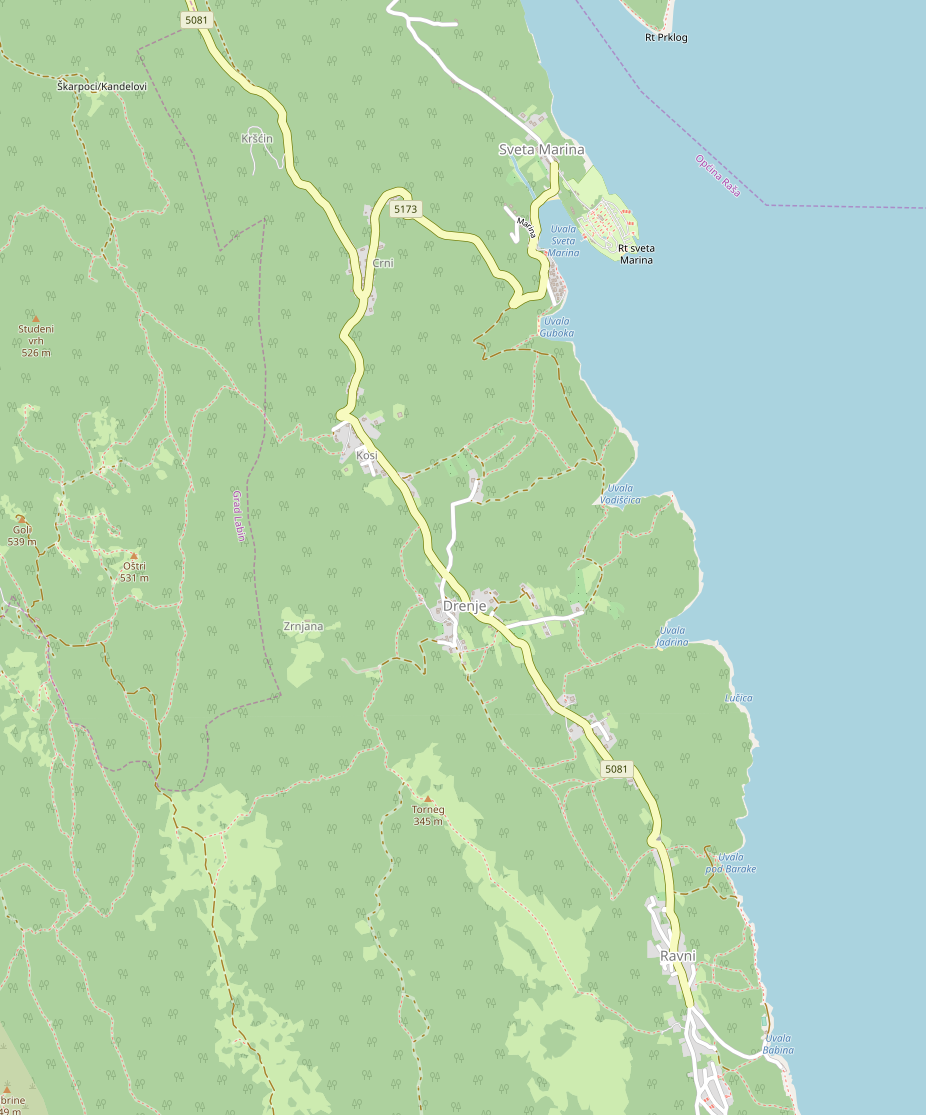

Drenje (en italien : Dregne) est une localité de Croatie située en Istrie, dans la municipalité de Raša, dans le comitat d'Istrie. En 2001, la localité comptait 41 habitants.

## Démographie
| 1948 | 1953 | 1961 | 1971 | 1981 | 1991 | 2001 |
| ---- | ---- | ---- | ---- | ---- | ---- | ---- |
| 167  | 167  | 131  | 102  | 75   | 57   | 41   |